# Scleria orchardii
Scleria orchardii là loài thực vật có hoa trong họ Cói. Loài này được C.D.Adams miêu tả khoa học đầu tiên năm 1987.